# 夸伊河
夸伊河（英語：Khwai River）是博茨瓦納的河流，位於該國北部，流經沼澤區和乾燥林地，該河沿岸有多種野生動物棲息，例如獅子、大象、河馬、河馬、鱷魚、羚羊、黑貂、馬羚、斑馬、黑斑羚、長頸鹿、水牛等。